# Leptodactylus fragilis
Leptodactylus fragilis är en groddjursart som först beskrevs av Brocchi 1877.  Leptodactylus fragilis ingår i släktet Leptodactylus och familjen tandpaddor. IUCN kategoriserar arten globalt som livskraftig. Inga underarter finns listade i Catalogue of Life.